# 李立 (1964年)
李立（1964年6月—），男，中华人民共和国外交官，曾任中华人民共和国驻毛里求斯共和国特命全权大使和中华人民共和国驻摩洛哥王国特命全权大使。

## 生平
1988年，进入中华人民共和国外交部工作，先后在外交部非洲司、驻马里大使馆、外交部西欧司、驻法国大使馆、外交部机关党委、外交部办公厅任职。2001年，任驻马赛总领事馆副总领事。2005年，任外交部副司级干部。2006年，任外交部机关党委副书记。2009年，任外交部干部司副司长。2013年3月，出任中华人民共和国驻毛里求斯大使。2017年，出任中华人民共和国驻摩洛哥大使。2020年7月，自驻摩洛哥大使离任。8月，任北京外交人员服务局局长。

## 家庭
已婚，有一女。